# Rachicerus plagosus
Rachicerus plagosus är en tvåvingeart som beskrevs av Akira Nagatomi 1970. Rachicerus plagosus ingår i släktet Rachicerus och familjen vedflugor. Inga underarter finns listade i Catalogue of Life.